# Vatricania guentheri
Vatricania guentheri (Kupper) Backeb. è una pianta succulenta della famiglia delle Cactacee. È l'unica specie nota del genere Vatricania Backeb..

## Descrizione
Fusto alto fino a due metri, tra gli 8 e i 10 cm di diametro, composto da 12 a 17 costolature arrotondate.

## Distribuzione e habitat
L'areale della specie è ristretto alla valle di Rio Grande de Lipez, nella parte meridionale delle Ande boliviane, tra gli 800 e i 1300 m di altitudine.

## Conservazione
La Lista rossa IUCN classifica Vatricania guentheri come specie prossima alla minaccia di estinzione (Near Threatened).